# Stazione di Cervignano-Aquileia-Grado
Stazione di Cervignano-Aquileia-Grado vasútállomás Olaszországban, Cervignano del Friuli településen.

## Vasútvonalak
Az állomást az alábbi vasútvonalak érintik:
- Velence–Trieszt-vasútvonal
- Udine-Cervignano-vasútvonal
- Cervignano–Aquileia–Pontile per Grado-vasútvonal

## Kapcsolódó állomások
A vasútállomáshoz az alábbi állomások vannak a legközelebb:
- Stazione di Torviscosa
- Stazione di Scodovacca
- Stazione di Terzo di Aquileia
- Stazione di Strassoldo